# Gebre Mesqel Lalibela
Gebre Mesqel Lalibela, noto anche semplicemente come Lalibela, che significa "le api riconoscono la sua sovranità" in lingua agau (1162 – Lalibela, 1221), è stato un Imperatore d'Etiopia.
Secondo Taddesse Tamrat, era il figlio di Jan Sejum e fratello di Kedus Harbe.  La tradizione afferma che regnò per 40 anni. Secondo Getachew Makonnen Hasen, il suo regno coprì un periodo di tempo che va dal 1181 al 1221. [2] Egli è conosciuto come il re che ha costruito e commissionato le chiese monolitiche di Lalibela.
Fu membro della dinastia Zaguè ed è venerato come santo dalla Chiesa ortodossa etiopica.

## Biografia
Secondo la tradizione, nacque nell'antica città Adefa o Roha, che in seguito assunse il suo nome, divenendo l'attuale Lalibela. Si narra che quando venne alla luce fu circondato da uno sciame di api; sua madre lo ritenne un segno premonitore del suo futuro destino come imperatore dell'Etiopia. Per questo lo soprannominò Lalibelà.
Diventato adulto, andò in esilio a causa dell'ostilità dello zio Tatadim e del fratello allora re Kedus Harbe, oltre al tentativo di avvelenamento da parte della sorellastra, ma alla fine spodestò il fratello ed ottenne il trono. Taddesse Tamrat sospetta che salì al potere con la forza delle armi.
Si narra, inoltre, che Lalibelà, dopo aver visto Gerusalemme  cercò di edificarne copia nel suo regno, adattandola a capitale; pertanto iniziò a commissionare e a costruire diverse chiese interamente scavate nella roccia.
Fu così edificato il complesso di Lalibelà, che divenne una meta di pellegrinaggio in alternativa per i cristiani rispetto a Gerusalemme. Molte caratteristiche della città hanno infatti nomi biblici, tra cui il fiume conosciuto come il Giordano. Il centro costruito dal sovrano rimase sede degli imperatori per gran parte del XIII secolo.
Dettagli sulla costruzione delle 11 chiese monolitiche di Lalibela sono andati perduti.  Più tardi Gadla Lalibela in una agiografia del re, afferma di aver scolpito queste chiese in pietra con il solo aiuto degli angeli.
La regina Masqal Kibra (di cui parlano diverse fonti ancora conservate) indusse l'Abuna Mikael a fare di suo fratello Hirun vescovo e pochi anni egli lasciò l'Etiopia per l'Egitto, lamentando che l'ecclesiastico aveva usurpato la sua autorità. Un'altra fonte sostiene che convinse re Lalibela ad abdicare a favore del nipote Na'akueto La'ab, ma dopo 18 mesi di malgoverno del nipote Lalibela riprese il trono. Taddesse Tamrat sospetta che la fine del regno di Lalibela in realtà non fu in un clima disteso e sostenne che ci fu una breve usurpazione di Na'akueto La'ab, il cui regno terminò dal figlio di Lalibela, Yetbarak.
Getachew Mekonnen ha delle prove che una delle chiese rupestri, Beta Abba Libanos venne costruita come un memoriale per Lalibela dopo la sua morte.
A differenza degli altri re Zagwe, un numero considerevole di materiale scritto è sopravvissuto sul suo regno, oltre al Gadla Lalibela. Un'ambasciata dal Patriarca di Alessandria ha visitato la corte di Lalibela intorno 1210, e hanno lasciato un resoconto di lui e Na'akueto La'ab e Yetbarak. Lo studioso italiano Carlo Conti Rossini ha anche curato e pubblicato dei libri parlano del suo regno.